# Снежная хижина
«Снежная хижина» (нем. Verschneite Hütte) — картина в стиле романтизма немецкого художника Каспара Давида Фридриха, написана в 1827 году и представляет собой живопись маслом на холсте размером 31×25 см. В настоящее время хранится в Старой национальной галерее в Берлине.

## Описание и история создания
На картине изображена покрытая снегом хижина среди ив и зарослей корзиночника. Дверь в хижину выбита из петель, а само строение производит заброшенное впечатление. Из-за симметричной треугольной формой в центре полотна и интегрированности в окружающую среду хижина выглядит, как некое возвышение или насыпь с тёмным, открытым входом.
Эта заброшенная хижина, которая больше не служит убежищем для пастуха, является не идиллической декорацией, а главным предметом всей композиции. Строение визуально гармонизировано с окружающей средой и в своей эфемерности может рассматриваться, как часть природы, из материалов которой оно и было построено. Пользуясь скромной палитрой и несложной техникой, живописец написал картину-притчу о бренности бытия, одиночестве и смерти. Искусственное строение, созданное человеком, является неодушевленным, в отличие от пастбищ на заднем плане, которые снова зазеленеют весной.
В эти годы автором были написаны несколько небольших зимних пейзажей, в которых незначительные строения были изображены им на переднем плане, чтобы подчеркнуть их символическую силу. Подобную хижину можно увидеть на картине художника «Руины в сумерках» 1831 года. В литературном журнале «Листья для литературных развлечений» об этих картинах можно прочитать в обзоре, посвященном выставке в Дрездене в 1827 году: «Эти два малых строения, полуразрушенная хижина под снегом и тёмное убежище, задуманы в одном духе и напоминают краткие эпизоды песен Оссиана».

## Провенанс
«Снежная хижина» была впервые показана на выставке в Дрезденской академии в 1827 году. Там её приобрёл принц Иоганн Саксонский. В 1924 году полотно попало к дрезденскому арт-дилеру Рушу. В 1928 году его приобрел Гуго Зальм. С 1933 года картина находилась в Южной Америке, затем на арт-рынке в Берлине и, наконец, в частной собственности. В 1960 году она была приобретена Берлинской лотерейной корпорацией для Старой национальной галереи. С тех пор полотно носит инвентарный номер: NG 9/60.
С 1986 по 2001 год картина находилась в крыле Кнобельсдорф замка Шарлоттенбург, в бывшей романтической галерее. После окончания реконструкции Старой национальной галереи в 2001 году, полотно вернули обратно в музей.